# Giovanni Giacone
Pour les articles homonymes, voir Giacone.
Giovanni Giacone (né le 1er décembre 1900 à Turin dans le Piémont et mort en 1964) est un joueur de football international italien qui jouait au poste de gardien de but.

## Biographie

### Carrière en club
Né à Turin, c'est dans un club de sa ville, l'US Torinese que Giovanni Giacone fait ses débuts footballistiques, et change pour Pastore, qui reste un club de l'élite pendant quelques années.
Repéré par la Juventus et l'Inter Milan après un match contre Bologne, il rejoint le club turinois en 1919, et y fait ses débuts dans la première édition du championnat d'après-guerre. Il dispute sa première rencontre le 12 octobre 1919 lors d'un succès 3-0 sur Alessandrina. Au total, il encaisse 26 buts en 31 matchs avec le club du Piémont (jouant son dernier match le 30 janvier 1921 au cours d'une défaite 2-0 lors du Derby della Mole contre le Torino).

### Carrière en sélection
Il joue également avec la Squadra Azzurra à quatre reprises (pour huit buts encaissés) et participe aux jeux olympiques d'Anvers en 1920.

### À noter
Giovanni Giacone est le premier joueur de la Juventus à devenir international le 28 mars 1920 à Rome lors d'un match entre l'Italie et la Suisse (défaite 3-0), son premier match en sélection.

## Palmarès
Juventus
- Championnat d'Italie :
  - Vice-champion : 1919-20.